# Пребиотик
Пребиотици су посебна врста несварљивих влакана и других супстанци које обезбеђују одговарајуће окружење у цревима за раст бактерија цревне флоре.

## Дефиниције — пробиотик и синбиотик
Пробиотици су живи микроорганизми односно микробни састојци хране који се конзумирају у одговарајућем броју и чија присутност у човековом организму благотворно делује на одржање здравља.
Синбиотици су комбинација пробиотика и пребиотика, у коме пробиотици и пребиотици делују синергистички (појачавају ефекат).

## Историја
Концепт пребиотика датира из 1980-их , времена када су идентификована дијетална влакна састављена од угљених хидрата које људи не могу да сваре, као што су резистентни скроб, нескробни полисахариди (целулоза, хемицелулоза, пектини, гуме и слуз) и олидесахариди и сахариди као што су фруктоолигосахариди (подгрупа инулина са степеном полимеризације мањим од десет), галактоолигосахариди ( са степеном полимеризације између два и осам) и ксилоолигосахариди (са степеном полимеризације између два и десет) које подстичу развој одређених бактерија у цревном тракту.

## Опште информације
Пребиотици нису живи организми већ супстанце које људско тело не разграђује. Њихово распадање почиње тек у дебелом цреву под утицајем бактерија. Њихови производи разградње уништавају патогене организме и стимулишу раст нормалне цревне флоре.
Најпознатији пребиотик је инулин, полисахарид који се састоји од Д-фруктозе и мале количине (2—3%)  Д-глукозе. Инулин стимулише раст бактерија млечно-киселинског врења (пробиотика).  
Ако се претрера са уносом производа које садрже инулин може доћи до надувавања и надимања. Због немогућност варења инулина у желуцу и танком цреву, његово дејство на ниво шећера у крви је минимално, јер се не разлаже на моносахариде, па га могу користити оболели од шећерне болести. 
Инулин у организму побољшава апсорпцију калцијума.

## Функција
Већина истраживања о пребиотицима фокусирала се на ефекте које пребиотици дају на бифидобактерије (које су осетљиве на ефекте најчешће коришћених антисептика и дезинфекционих средстава) и лактобациле. Ове бактерије су истакнуте као кључни пребиотици и корисне бактерије у цревима јер могу имати неколико корисних ефеката на домаћина у смислу побољшања варења (укључујући, али не ограничавајући се на побољшање апсорпције минерала) и ефикасност и интринзичну снагу имуноског система.
Показало се да и бифидобактерије и лактобацили имају различите пребиотске специфичности и да селективно ферментишу пребиотска влакна на основу ензима карактеристичних за популацију ових бактерија.  Тако, лактобацили преферирају инулин и фруктоолигосахариде, док бифидобактерије показују специфичност за инулин, фруктоолигосахариде, ксилоолигосахариде и галактоолигосахариде.
Производ који стимулише бифидобактерије је описан као бифидогени фактор, концепт који се преклапа, али није идентичан са пребиотиком. Студије су такође показале да пребиотици, осим што стимулишу раст корисних цревних бактерија, такође могу да инхибирају раст штетних и потенцијално патогених микроба у цревима,   као што је нпр. клостридија.

## Механизам дејства
Ферментација је главни механизам деловања за коју пребиотици користе корисне бактерије у дебелом цреву.  И бифидобактерије и лактобацилус су бактеријске популације које користе сахаролитички метаболизам да разбију супстрате.
Бифидобактеријски геном садржи многе гене који кодирају ензиме који модификују угљене хидрате, као и гене који кодирају протеине за унос угљених хидрата.  Присуство ових гена указује на то да бифидобактерије садрже специфичне метаболичке путеве специјализоване за ферментацију и метаболизам олигосахарида биљног порекла, или пребиотика.  Ови путеви у бифидобактеријама на крају производе кратколанчане масне киселине,  које имају различите физиолошке улоге у функцијама тела.